# Nuevo Museo Arqueológico de Ugento
El Nuevo Museo Arqueológico es un museo cívico italiano instalado en el antiguo convento de Santa Maria della Pietà de los Frailes Menores Observantes, en Ugento, en la provincia de Lecce.

## Historia
El convento probablemente fue construido en el siglo XV por el arquitecto Francesco Colaci da Surbo. El edificio siguió siendo un lugar de oración y culto hasta 1866 cuando, tras la unificación de Italia y en virtud de la ley sobre la supresión de las congregaciones religiosas (real decreto 3036), el monasterio pasó a ser propiedad del Estado y se utilizó como cuartel para verdaderos carabineros. Posteriormente, las instalaciones del antiguo monasterio se transformaron en aulas y dependencias municipales. El uso previsto del convento volvió a cambiar cuando, en 1961, la estatua de bronce de Zeus fue encontrada por pura casualidad. Así, en 1968 se fundó el Museo Cívico de Arqueología y Paleontología que, tras un largo trabajo de restauración, finalizado en 2009, tomó el nombre de "Nuevo Museo Arqueológico".

## Descripción arquitectónica
La estructura arquitectónica es austera, de acuerdo con el modelo de vida franciscana. Un convento esencial, con el claustro central rodeado por el refectorio y las salas de servicio, pequeñas celdas y una biblioteca en el primer piso, que fue decorado en el siglo XVIII y denominado Sala del Priore. Anexa al convento se encuentra la iglesia de Santa Maria della Pietà, que una vez donada a la Congregación de Nuestra Señora de los Dolores estaba dedicada a San Antonio de Padua. En la primera mitad del siglo XVII, éste sufrió algunas reformas. Para redimensionar el edificio de culto se construyó un muro lateral que creaba un hueco entre el claustro y la propia iglesia. Esta remodelación borró por completo el ciclo pictórico de las capillas laterales de la iglesia, que salieron a la luz tras las últimas obras de restauración. Las capillas muradas se abren hoy a la derecha de la antigua entrada principal, cerca de la iglesia, y pueden visitarse.

### Las capillas delsigloXVI
La primera capilla representa a la Virgen de Constantinopla sentada en el trono entre San Bonaventura y San Francesco da Paola, fechada en 1598. En la parte inferior hay una balaustrada falsa con columnillas de las que recorre todo el arco un dibujo en espiral. En el centro se representan los santos médicos Cosma y Damián, separados por una hornacina cuadrangular en la que se representan dos ampollas sagradas.
En la segunda Capilla se encuentra la Madonna del Latte: debajo de la misma iconografía mariana hay una parte del fresco que lleva una flota de galeras, una clara referencia a la Batalla Naval de Lepanto en 1571. Bajo el tondo que representa la Coronación de la Virgen hay una inscripción con el nombre de la clienta doña Aurelia Perreca. El ciclo de frescos se completa con una iconografía del siglo XVI de la Virgen del Rosario y con una parte del fresco que representa a los Santos Medici Cosma y Damián. 
El tercero está dedicado a la Anunciación, con frescos que representan a la Virgen María, San Nicolás y San Antonio de Padua. 
La cuarta capilla está dedicada a la Crucifixión, con frescos que representan a la Virgen Desolada, San Juan Evangelista, el Cireneo que lleva la Cruz de Cristo sobre sus hombros y otras representaciones relacionadas con la pasión y muerte de Jesucristo.

### Frescos delsigloXVIII
Durante las últimas intervenciones de restauración, en el pórtico perteneciente al Claustro del antiguo Convento de Santa Maria della Pietà, también salieron a la luz tres frescos que contienen cenas de algunos prodigios realizados por San Antonio da Padova, en particular: el Milagro de la Mula y el Encuentro entre el Santo y Ezzelino III da Romano y la “conversión” de este último. Por último, esta iconografía pertenece a la última fase decorativa del Convento de Santa Maria della Pietà, que hoy alberga las colecciones del museo, y está fechada en 1775. Se desconoce el autor, mientras que la referencia al cliente y al devoto Saverio Pisanello.

### El refectorio
El gran salón del refectorio tiene un majestuoso fresco del siglo XVIII que representa la Última Cena sobre el que, dentro de un óvalo, aparece la Inmaculada Concepción. la decoración de esta sala incluye también un ciclo monocromático del siglo XVI que recorre las paredes con escenas del Génesis: la separación de las tinieblas, la creación de Adán y Eva, el pecado original, la expulsión del paraíso, Adán trabajando, la construcción del Arca, el Gran Diluvio y el Sacrificio de Noé. Abajo, decoración continua con enredaderas, volutas y figuras alegóricas realizadas entre finales del siglo XVI y principios del XVII.

### Salón del Prior
Originalmente el convento contaba con una biblioteca, que a principios del siglo XVIII fue pintada al fresco y denominada "cuarto del prior". Preside el techo el escudo del obispo franciscano Lázaro y Terrez, sostenido por putti que regresan entre los lunetos de la bóveda en la que se alternan la Inmaculada Concepción y los santos de la orden franciscana: San Buenaventura, San Francisco de Asís, San Antonio de Padua, San Bernardino de Siena, San Pedro de Alcántara, San Juan de Capestrano, San Luis de Toulouse, Santa Clara, Santa Isabel de Hungría y Santa Isabel de Portugal.

## Criterio de exposición actual
Actualmente el Nuevo Museo Arqueológico se distribuye en dos plantas y alberga hallazgos que van desde la Prehistoria hasta la Edad Media flanqueados por paneles didácticos. La planta baja alberga dos de los descubrimientos más excepcionales que se han producido desde los años sesenta: la Tumba del Atleta, descubierta en 1970 en via Salentina y la reproducción de Zeus, una obra maestra de los bronces de Magna Graecia, encontrada en Ugento, en via Fabio Pittore. en 1961 El primer piso, además del Antiquarium donde se guardan todos los hallazgos de la antigua exposición, alberga salas dedicadas a la necrópolis de Ugento y las murallas de la ciudad antigua; en cambio, otras salas están dedicadas a los cultos indígenas de Messapia; De hecho, se exhiben objetos votivos y estatuillas de terracota que datan de la época helenística del antiguo puerto ugentino de Torre S. Giovanni, artefactos encontrados en el santuario arcaico de Monte Papalucio en Oria, moldes de estatuillas de terracota que representan divinidades arcaicas. Finalmente, en la planta superior, se exhiben objetos de cerámica medieval de producción de Ugento y monedas, con especial atención a las pertenecientes a la ceca de Ugento, ya la prehistoria y protohistoria local.